# Halwill Junction
Halwill Junction es una localidad situada en el condado de Devon, en Inglaterra (Reino Unido), con una población en 2016 de 621 habitantes.
Se encuentra ubicada en la península del Suroeste, cerca de la ciudad de Exeter y de la orilla del canal de Bristol (océano Atlántico) y de la frontera con el condado de Cornualles.